# The Rising Tour
The Rising Tour è la tournée mondiale di Bruce Springsteen e la E Street Band intrapresa tra il 2002 e il 2003, in concomitanza con la pubblicazione del suo album The Rising.

## Preparazione
La fase preliminare del tour si svolse tra la fine di luglio e i primi giorni di agosto del 2003 alla Convention Hall, teatro storico di Asbury Park, con una serie di prove riservate e alcune prove generali in parte aperte a un pubblico selezionato.
Con molte canzoni scritte come riflessione sulle conseguenze della tragedia delle Torri Gemelle di New York, la promozione dell'album The Rising, il primo con la E Street Band dopo diciotto anni, coinvolse Bruce Springsteen più di quanto gli fosse accaduto in passato. Vi si dedicò in maniera decisa cercando di far conoscere il disco a quanta più gente possibile: lo considerava più un fatto personale che una mera questione di affari. Normalmente persona molto riservata, Springsteen accettò di mostrarsi pubblicamente più di quanto gli fosse accaduto in passato. Per questo, nelle settimane che precedettero l'uscita del disco e l'inizio del tour, rilasciò varie interviste per la stampa, intervenne spesso come ospite nei talk show e si esibì con la E Street Band in alcune trasmissioni televisive. Realizzò anche una lunga intervista condotta da Ted Koppel che venne suddivisa in diverse puntate all'interno della sua trasmissione di seconda serata, Nightline per la ABC. Il 30 luglio 2002, giorno di uscita dell'album, fu ad esempio protagonista del programma mattutino Today della NBC. La trasmissione ebbe luogo a Asbury Park, considerata la città di adozione di Springsteen e luogo dove il cantautore aveva mosso i suoi primi passi e a cui aveva dedicato la copertina e il titolo del suo primo disco. Durante il programma Springsteen e la E street Band si esibirono dal vivo in diretta dalla Convention Hall dove si stavano svolgendo le prove per l'imminente tour mondiale. Due giorni dopo lui e il gruppo apparvero al Late Show with David Letterman suonando dal vivo due brani tratti dal nuovo disco. In agosto parteciparono agli MTV Video Music Awards e in ottobre al Saturday Night Live.
Anche la struttura del tour, il più pubblicizzato della carriera del cantautore, fu pensata per promuovere in modo capillare il nuovo disco. A differenza del precedente Reunion Tour, caratterizzato da concerti che si svolgevano spesso per più serate consecutive nello stesso luogo, per il The Rising Tour fu invece scelto di realizzare tappe di una sola serata in ogni città, anche a scapito del potenziale afflusso di pubblico e con richieste di biglietti che superavano di gran lunga la disponibilità. Alla Continental Airlines Arena di East Rutherford, il palazzetto del New Jersey considerato la sua "casa" dove tre anni prima si erano tenuti 15 concerti consecutivi di fronte a oltre 300 000 persone, Springsteen si esibì per una sola sera, la prima del tour, per poi spostarsi immediatamente in una nuova località. Analogamente vi fu un unico concerto, qualche giorno dopo, al Madison Square Garden di New York, altro impianto dove un passato aveva realizzato molti spettacoli in più serate consecutive.
La strategia ebbe successo, così The Rising ottenne un notevole successo e divenne l'album più venduto di Springsteen dai tempi di Tunnel of Love del 1987. Solo nell'estate del 2003, dopo quasi un anno ininterrotto di concerti e terminata la fase più intensa della promozione dell'album, Springsteen accettò di fermarsi più a lungo in uno stesso luogo, accogliendo l'enorme richiesta di biglietti che proveniva dagli appassionati nelle città dove godeva di maggior seguito e realizzando concerti nei grandi stadi di football americano e di baseball.

## Itinerario
La tournée iniziò il 7 agosto 2002 e proseguì con concerti singoli nelle arene al coperto in molte città maggiori degli Stati Uniti fino a ottobre. Subito dopo si trasferì oltre oceano per un breve giro in alcune delle principali città dell'Europa occidentale e quindi, a novembre, riprese nel Nord America fino a marzo del 2003, con una pausa invernale, ancora con un solo concerto per ognuna delle città visitate. In questa prima lunga fase del tour Springsteen tenne 52 concerti in altrettante località, in quella che fu definita una barnstorming dal management del cantautore. Dopo alcuni concerti in Australia e in Nuova Zelanda, il tour si trasferì in Canada. Quindi Springsteen ritornò in Europa con una tranche più lunga dove, per la prima volta nel tour, tenne fino a un massimo di due date consecutive nello stesso luogo e dove iniziò ad esibirsi prevalentemente negli stadi all'aperto, compresa l'ormai classica fermata allo stadio di San Siro a Milano. Dopo una breve pausa, il 15 luglio 2003 si tenne il primo di 10 concerti al Giants Stadium di East Rutherford, record per l'epoca. Fino a ottobre Springsteen tenne concerti negli stadi all'aperto, privilegiando intenzionalmente quelli dedicati al baseball. Infine il tour si concluse con tre date consecuti allo Shea Stadium di New York. In tutto durante la tournée furono tenuti 120 concerti in 84 città.

## Lo spettacolo
Le principali novità del tour rispetto a quello precedente furono l'esecuzione delle canzoni del nuovo album, che ebbero sempre un posto di rilievo nei concerti, e l'allargamento dell'organico dei musicisti con l'esordio della violinista Soozie Tyrell che si aggiunse ai membri storici della E Street Band. Amica di vecchia data di Patti Scialfa e di Lisa Lowell, con le quali aveva dato vita in passato a un trio vocale, partecipò come corista all'album di Springsteen Lucky Town del 1992 e poi come violinista in The Ghost of Tom Joad del 1995. In The Rising rivestì un ruolo di un certo rilievo, tanto da convincere il cantautore ad aggregarla al gruppo durante la tournée proprio per la necessità di avere il suo violino nei pezzi tratti dal disco. Fu la seconda violinista nel gruppo dopo l'israeliana Suki Lahav che fece parte della E Street Band per pochi mesi a metà degli anni settanta.
Nella prima parte del tour Springsteen scelse una scaletta che fu sostanzialmente mantenuta immutata per diverse settimane. Aprivano di norma i concerti The Rising e Lonsome Day, entrambe uscite come singolo nel corso dell'anno. Seguiva una sequenza di brani del nuovo album intervallate da standard springsteeniani come Prove It All Night, Darkness on the Edge of Town, The Promised Land, Badlands e Two Hearts. Il finale era di norma costituito dalle immancabili Born to Run e da Born in the U.S.A. che tornava ad essere eseguita in versione elettrica dopo che per anni era stata sentita solo in versione acustica. La canzone finale era di norma Land of Hope and Dream, composta per il Reunion Tour ma che al tempo era quella che apriva i concerti. Springsteen arrivò a suonare durante lo stesso spettacolo fino a undici, delle quindici totali, canzoni di The Rising a dimostrazione dell'importanza che attribuiva al nuovo disco e comunque del gradimento del pubblico.
Col passare del tempo Springsteen cominciò a presentare sempre più spesso canzoni tratte dal suo vasto repertorio e sue classiche cover pur mantenendo stabile la struttura della scaletta, inserendovi, ad esempio, alcuni pezzi suonati al pianoforte. Con la ripresa del 2003 iniziò abitualmente ad aprire i concerti con una canzone scelta a rotazione tra quelle del suo repertorio prima di The Rising, spesso Born in the U.S.A., e a concludere lo spettacolo con la hit Dancing in the Dark.
Springsteen, per questo tour, abbandonò il tormentone della "messa gospel" e il suo ruolo di caricaturale predicatore che avevano caratterizzato i concerti del Reunion Tour e l'enfasi, non più necessaria, verso il ricongiungimento con la E Street Band, tanto che dalla scaletta scomparve Tenth Avenue Freeze Out e la presentazione veniva fatta durante la nuova Mary's Place, pezzo forte dei concerti insieme all'allegra Waitin' for a Sunny Day. Non abbandonò però l'abitudine di tenere brevi monologhi prima delle canzoni e di recitare scherzosi scetch in compagnia di Steven Van Zandt.
Nel corso del tour, poi, iniziò stabilmente a fare dichiarazioni politiche o riferite alla sfera sociale. Come molti suoi compatrioti, Springsteen, pur accettando in qualche modo l'intervento americano in Afghanistan dopo gli attentati del settembre 2001, non si trovò d'accordo con la decisione del presidente statunitense Bush e della sua amministrazione di intraprendere la guerra a Saddam Hussein in Iraq. Nella presentazione della ritrovata versione elettrica di Born in the U.S.A., ad esempio, Springsteen diceva: «In origine ho scritto questa canzone pensando alla guerra in Vietnam. Stasera vorrei cantarla come una preghiera per la pace».  Le canzoni scritte dopo gli eventi dell'11 settembre iniziarono ad assumere una connotazione di denuncia politica quando iniziò la seconda guerra del Golfo. Durante gli spettacoli negli stadi dell'estate 2003 era prevista una pausa durante i bis in cui Springsteen teneva un breve discorso che definiva «il mio messaggio di servizio pubblico» e nel quale sollecitava la platea a prestare attenzione a quello che il governo stava facendo con la scusa della sicurezza nazionale. Presentando Land of Hope and Dream diceva:

## Accoglienza

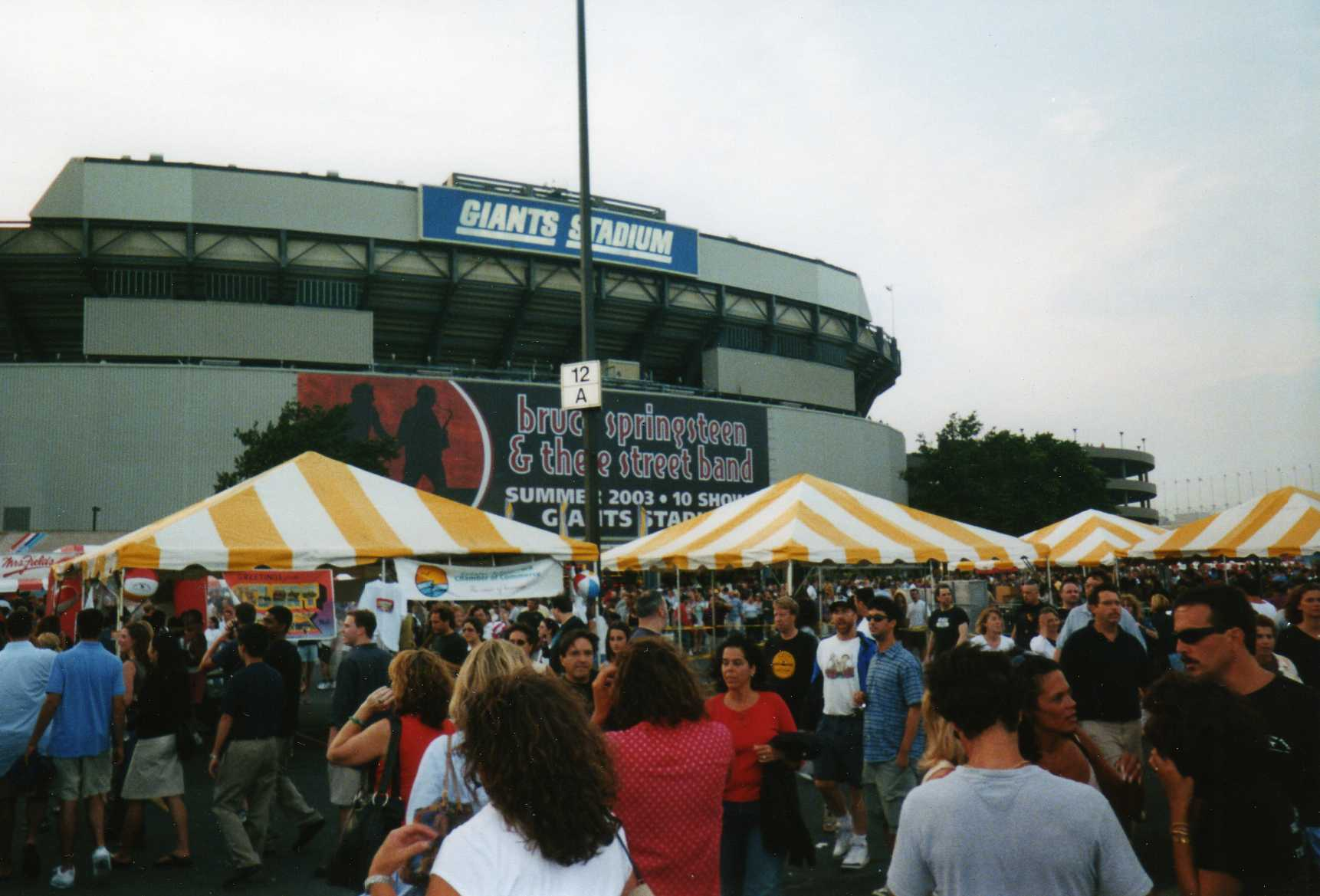
L'ingresso del Giants Stadium con un grande banner celebrativo per i 10 concerti sold-out del 2003.

Il successo del precedente tour del biennio 1999-2000, che aveva segnato il ritorno della E Street Band, era in parte dovuto alla nostalgia dei fan che volevano riascoltare le vecchie canzoni con il gruppo storico. I concerti del nuovo tour, invece, attrassero il pubblico, soprattutto quello più giovane, anche per la forza del nuovo lavoro di Springsteen. La gente andava ai concerti a sentire le canzoni di The Rising come era successo negli anni ottanta per Born in the U.S.A..
Giudizi positivi sono furono espressi con riferimento al ruolo che il tour di Springsteen avrebbe avuto come risposta alle conseguenze degli attentati alle Torri Gemelle. Il batterista della E Street Band Max Weinberg dichiarò in proposito: «Suonare per un paese che ha avuto così tanta paura dopo gli eventi dell'11 settembre ha reso il Rising Tour più di una serie di concerti rock. La gente ci guardava — in realtà guardava alla musica — per calmare il dolore. All'inizio sembrava che la responsabilità che ci era affidata fosse troppa. Come possono dei musicisti rock andare incontro a certe aspettative? Ma in qualche modo ce l'abbiamo fatta. In qualche modo il tour è stato un grande successo.»
I concerti al Giants Stadium nell'estate del 2003 segnarono per l'epoca il record d'incasso per spettacoli di musica dal vivo. La richiesta di biglietti per i tre concerti inizialmente previsti per la metà di luglio fu tale da costringere gli organizzatori ad aggiungere prima altre quattro date, e poi, esauriti nuovamente in poche ore i posti disponibili, prevedere altre tre date a fine agosto. Ai dieci concerti assistettero 566 560 spettatori per un incasso totale di 38,6 milioni di dollari, record che fu battuto solo dalla reunion dei Take That nel 2011 quando in otto concerti consecutivi allo stadio di Wembley furono venduti più di 623 000 bglietti. Anche la tappa al Lincoln Filed di Filadelfia con 139 000 biglietti venduti e quella finale allo Shea Stadium di New York con 148 000, ebbero grande successo e si classificarono tra i più importanti eventi musicali dell'anno.
The Rising Tour incassò complessivamente 221 milioni di dollari, fino a quel momento il maggior risultato nella storia del rock, con oltre 4 milioni di spettatori. Fu superato dal Magic Tour nel 2008.

## Concerti
| Data              | Città           | Nazione       | Impianto                              |
| ----------------- | --------------- | ------------- | ------------------------------------- |
| Prove generali    |                 |               |                                       |
| 25 luglio 2002    | Asbury Park     | Stati Uniti   | Convention Hall                       |
| 26 luglio 2002    | Asbury Park     | Stati Uniti   | Convention Hall                       |
| 30 luglio 2002    | Asbury Park     | Stati Uniti   | Convention Hall                       |
| 2 agosto 2002     | Asbury Park     | Stati Uniti   | Convention Hall                       |
| 5 agosto 2002     | East Rutherford | Stati Uniti   | Continental Airlines Arena            |
| America del Nord  |                 |               |                                       |
| 7 agosto 2002     | East Rutherford | Stati Uniti   | Continental Airlines Arena            |
| 10 agosto 2002    | Washington      | Stati Uniti   | MCI Center                            |
| 12 agosto 2002    | New York        | Stati Uniti   | Madison Square Garden                 |
| 14 agosto 2002    | Cleveland       | Stati Uniti   | Gund Arena                            |
| 15 agosto 2002    | Auburn Hills    | Stati Uniti   | The Palace of Auburn Hills            |
| 18 agosto 2002    | Paradise        | Stati Uniti   | Thomas & Mack Center                  |
| 20 agosto 2002    | Portland        | Stati Uniti   | Rose Garden Arena                     |
| 21 agosto 2002    | Tacoma          | Stati Uniti   | Tacoma Dome                           |
| 24 agosto 2002    | Inglewood       | Stati Uniti   | The Forum                             |
| 25 agosto 2002    | Phoenix         | Stati Uniti   | America West Arena                    |
| 27 agosto 2002    | San Jose        | Stati Uniti   | Compaq Center                         |
| 30 agosto 2002    | Saint Louis     | Stati Uniti   | Savvis Center                         |
| 22 settembre 2002 | Denver          | Stati Uniti   | Pepsi Center                          |
| 24 settembre 2002 | Kansas City     | Stati Uniti   | Kemper Arena                          |
| 25 settembre 2002 | Chicago         | Stati Uniti   | United Center                         |
| 27 settembre 2002 | Milwaukee       | Stati Uniti   | Bradley Center                        |
| 29 settembre 2002 | Fargo           | Stati Uniti   | Fargodome                             |
| 30 settembre 2002 | Saint Paul      | Stati Uniti   | Xcel Energy Center                    |
| 4 ottobre 2002    | Boston          | Stati Uniti   | FleetCenter                           |
| 6 ottobre 2002    | Filadelfia      | Stati Uniti   | First Union Center                    |
| 7 ottobre 2002    | Buffalo         | Stati Uniti   | HSBC Arena                            |
| Europa            |                 |               |                                       |
| 14 ottobre 2002   | Parigi          | Francia       | Palais Omnisports de Paris-Bercy      |
| 16 ottobre 2002   | Barcellona      | Spagna        | Palau Sant Jordi                      |
| 18 ottobre 2002   | Bologna         | Italia        | PalaMalaguti                          |
| 20 ottobre 2002   | Berlino         | Germania      | Velodrom                              |
| 22 ottobre 2002   | Rotterdam       | Paesi Bassi   | Ahoy Rotterdam                        |
| 24 ottobre 2002   | Stoccolma       | Svezia        | Ericsson Globe                        |
| 27 ottobre 2002   | Londra          | Inghilterra   | Wembley Arena                         |
| America del Nord  |                 |               |                                       |
| 3 novembre 2002   | Dallas          | Stati Uniti   | American Airlines Center              |
| 4 novembre 2002   | Houston         | Stati Uniti   | The Summit                            |
| 12 novembre 2002  | Cincinnati      | Stati Uniti   | U.S. Bank Arena                       |
| 14 novembre 2002  | Lexington       | Stati Uniti   | Rupp Arena                            |
| 16 novembre 2002  | Greensboro      | Stati Uniti   | Greensboro Coliseum                   |
| 19 novembre 2002  | Birmingham      | Stati Uniti   | BJCC Arena                            |
| 21 novembre 2002  | Orlando         | Stati Uniti   | TD Waterhouse Centre                  |
| 23 novembre 2002  | Miami           | Stati Uniti   | American Airlines Arena               |
| 24 novembre 2002  | Tampa           | Stati Uniti   | Ice Palace                            |
| 2 dicembre 2002   | Atlanta         | Stati Uniti   | Philips Arena                         |
| 4 dicembre 2002   | Pittsburgh      | Stati Uniti   | Mellon Arena                          |
| 5 dicembre 2002   | Toronto         | Canada        | Air Canada Centre                     |
| 8 dicembre 2002   | Charlotte       | Stati Uniti   | Charlotte Coliseum                    |
| 9 dicembre 2002   | Columbia        | Stati Uniti   | Carolina Coliseum                     |
| 13 dicembre 2002  | Albany          | Stati Uniti   | Pepsi Arena                           |
| 16 dicembre 2002  | Columbus        | Stati Uniti   | Schottenstein Center                  |
| 17 dicembre 2002  | Indianapolis    | Stati Uniti   | Conseco Fieldhouse                    |
| 28 febbraio 2003  | Duluth          | Stati Uniti   | Arena at Gwinnett Center              |
| 2 marzo 2003      | Austin          | Stati Uniti   | Frank Erwin Center                    |
| 4 marzo 2003      | Jacksonville    | Stati Uniti   | Jacksonville Coliseum                 |
| 6 marzo 2003      | Richmond        | Stati Uniti   | Richmond Coliseum                     |
| 7 marzo 2003      | Atlantic City   | Stati Uniti   | Boardwalk Hall                        |
| 10 marzo 2003     | Providence      | Stati Uniti   | Dunkin' Donuts Center                 |
| 11 marzo 2003     | Rochester       | Stati Uniti   | Blue Cross Arena                      |
| Oceania           |                 |               |                                       |
| 20 marzo 2003     | Melbourne       | Australia     | Docklands Stadium                     |
| 22 marzo 2003     | Sydney          | Australia     | Sydney Cricket Ground                 |
| 25 marzo 2003     | Brisbane        | Australia     | Brisbane Entertainment Centre         |
| 26 marzo 2003     | Brisbane        | Australia     | Brisbane Entertainment Centre         |
| 28 marzo 2003     | Auckland        | Nuova Zelanda | Western Springs Stadium               |
| America del Nord  |                 |               |                                       |
| 9 aprile 2003     | Sacramento      | Stati Uniti   | ARCO Arena                            |
| 11 aprile 2003    | Vancouver       | Canada        | Pacific Coliseum                      |
| 13 aprile 2003    | Calgary         | Canada        | Pengrowth Saddledome                  |
| 14 aprile 2003    | Edmonton        | Canada        | Skyreach Centre                       |
| 18 aprile 2003    | Ottawa          | Canada        | Corel Centre                          |
| 19 aprile 2003    | Montréal        | Canada        | Bell Centre                           |
| Europa            |                 |               |                                       |
| 6 maggio 2003     | Rotterdam       | Paesi Bassi   | Stadion Feijenoord                    |
| 8 maggio 2003     | Rotterdam       | Paesi Bassi   | Stadion Feijenoord                    |
| 10 maggio 2003    | Ludwigshafen    | Germania      | Sudweststadion                        |
| 12 maggio 2003    | Bruxelles       | Belgio        | Stadio Re Baldovino                   |
| 15 maggio 2003    | Gijón           | Spagna        | Stadio El Molinón                     |
| 17 maggio 2003    | Barcellona      | Spagna        | Stadio olimpico Lluís Companys        |
| 19 maggio 2003    | Madrid          | Spagna        | Estadio Olímpico de Madrid            |
| 22 maggio 2003    | Gelsenkirchen   | Germania      | Arena AufSchalke                      |
| 24 maggio 2003    | Parigi          | Francia       | Stade de France                       |
| 26 maggio 2003    | Londra          | Inghilterra   | Crystal Palace National Sports Centre |
| 27 maggio 2003    | Londra          | Inghilterra   | Crystal Palace National Sports Centre |
| 29 maggio 2003    | Manchester      | Inghilterra   | Old Trafford Cricket Ground           |
| 31 maggio 2003    | Dublino         | Irlanda       | RDS Arena                             |
| 8 giugno 2003     | Firenze         | Italia        | Stadio Artemio Franchi                |
| 10 giugno 2003    | Monaco          | Germania      | Olympiastadion                        |
| 12 giugno 2003    | Amburgo         | Germania      | Volksparkstadion                      |
| 14 giugno 2003    | Copenaghen      | Danimarca     | Parken Stadium                        |
| 16 giugno 2003    | Helsinki        | Finlandia     | Olympiastadion                        |
| 17 giugno 2003    | Helsinki        | Finlandia     | Olympiastadion                        |
| 19 giugno 2003    | Oslo            | Norvegia      | Valle Hovin                           |
| 21 giugno 2003    | Göteborg        | Svezia        | Ullevi                                |
| 22 giugno 2003    | Göteborg        | Svezia        | Ullevi                                |
| 25 giugno 2003    | Vienna          | Austria       | Ernst Happel Stadion                  |
| 28 giugno 2003    | Milano          | Italia        | Stadio Giuseppe Meazza                |
| America del Nord  |                 |               |                                       |
| 15 luglio 2003    | East Rutherford | Stati Uniti   | Giants Stadium                        |
| 17 luglio 2003    | East Rutherford | Stati Uniti   | Giants Stadium                        |
| 18 luglio 2003    | East Rutherford | Stati Uniti   | Giants Stadium                        |
| 21 luglio 2003    | East Rutherford | Stati Uniti   | Giants Stadium                        |
| 24 luglio 2003    | East Rutherford | Stati Uniti   | Giants Stadium                        |
| 26 luglio 2003    | East Rutherford | Stati Uniti   | Giants Stadium                        |
| 27 luglio 2003    | East Rutherford | Stati Uniti   | Giants Stadium                        |
| 1 agosto 2003     | Foxborough      | Stati Uniti   | Gillette Stadium                      |
| 2 agosto 2003     | Foxborough      | Stati Uniti   | Gillette Stadium                      |
| 6 agosto 2003     | Pittsburgh      | Stati Uniti   | PNC Park                              |
| 8 agosto 2003     | Filadelfia      | Stati Uniti   | Lincoln Financial Field               |
| 9 agosto 2003     | Filadelfia      | Stati Uniti   | Lincoln Financial Field               |
| 11 agosto 2003    | Filadelfia      | Stati Uniti   | Lincoln Financial Field               |
| 13 agosto 2003    | Chicago         | Stati Uniti   | Comiskey Park                         |
| 16 agosto 2003    | San Francisco   | Stati Uniti   | Pacific Bell Park                     |
| 17 agosto 2003    | Los Angeles     | Stati Uniti   | Dodger Stadium                        |
| 28 agosto 2003    | East Rutherford | Stati Uniti   | Giants Stadium                        |
| 30 agosto 2003    | East Rutherford | Stati Uniti   | Giants Stadium                        |
| 31 agosto 2003    | East Rutherford | Stati Uniti   | Giants Stadium                        |
| 6 settembre 2003  | Boston          | Stati Uniti   | Fenway Park                           |
| 7 settembre 2003  | Boston          | Stati Uniti   | Fenway Park                           |
| 10 settembre 2003 | Toronto         | Canada        | Skydome                               |
| 13 settembre 2003 | Washington      | Stati Uniti   | FedEx Field                           |
| 14 settembre 2003 | Chapel Hill     | Stati Uniti   | Kenan Memorial Stadium                |
| 16 settembre 2003 | East Hartford   | Stati Uniti   | Rentschler Field                      |
| 18 settembre 2003 | East Hartford   | Stati Uniti   | Rentschler Field                      |
| 20 settembre 2003 | Darien          | Stati Uniti   | Darien Lake Performing Arts Center    |
| 21 settembre 2003 | Detroit         | Stati Uniti   | Comerica Park                         |
| 25 settembre 2003 | Denver          | Stati Uniti   | Invesco Field at Mile High            |
| 27 settembre 2003 | Milwaukee       | Stati Uniti   | Miller Park                           |
| 1 ottobre 2003    | New York        | Stati Uniti   | Shea Stadium                          |
| 3 ottobre 2003    | New York        | Stati Uniti   | Shea Stadium                          |
| 4 ottobre 2003    | New York        | Stati Uniti   | Shea Stadium                          |

### Concerti rinviati
- 6 novembre 2002, Austin: riviato al 2 marzo 2003 per problemi di salute di Clarence Clemons[25]
- 9 novembre 2002, Columbus: riviato al 16 dicembre[25]
- 10 novembre 2002, Indianapolis: riviato al 17 dicembre[25]
- Il concerto a Darien del 20 settembre 2003 era originariamente previsto al Ralph Wilson Stadium di Buffalo

## Formazione
- Bruce Springsteen – voce, chitarra, armonica a bocca e pianoforte
- E Street Band
  - Roy Bittan – pianoforte e tastiere
  - Clarence Clemons – sassofono, percussioni e cori
  - Danny Federici – organo elettronico, glockenspiel elettronico e fisarmonica
  - Nils Lofgren – chitarra, pedal steel guitar e cori
  - Patti Scialfa – chitarra e cori
  - Garry Tallent – basso elettrico
  - Steven Van Zandt – chitarra, mandolino e cori
  - Max Weinberg – batteria
- Musicisti aggiuntivi
  - Soozie Tyrell – cori, violino

Patti Scialfa non partecipò ad alcuni concerti per motivi familiari.

### Ospiti
Durante il tour Springsteen ha occasionalmente ospitato sul palco amici musicisti e collaboratori.
- Don Henley – duetto su I Fought the Law (Dallas, 3 novembre 2002)
- Bono e Dave Stewart – duetto su Because the Night (Miami, 23 novembre 2002)
- Dion – duetto su If I Should Fall Behind (Miami, 23 novembre 2002)
- Joe Grushecky – duetto su Code of Silence e su Born to Run (Pittsburgh, 4 dicembre 2002) e su Glory Days (Pittsburgh, 6 agosto 2003)
- Joe Ely – duetto su All Just To Get To You e Working On The Highway (Austin, 2 marzo 2003)
- Elliott Murphy – duetto su Better Days e Born To Run (Madrid, 19 maggio 2003)
- Garland Jeffreys – duetto su 96 Tears (East Rutherford, 18 luglio 2003), Twist and Shout  e Quarter To Three (New York, 4 ottobre 2003)
- Vini Lopez – batteria in Spirit in the Night (East Rutherford, 21 luglio 2003)
- Dave e Serge Bielanko (Marah) – duetto su Raise Your Hand (East Rutherford, 30 agosto 2003)
- Emmylou Harris – duetto su Across the Border (East Rutherford, 30 agosto 2003)
- Peter Wolf – duetto su Dirty Water (Boston, 6 settembre 2003)
- Willie Nile – duetto su Glory Days (Darien, 20 settembre 2003), Dancing in the Dark (New York, 3 e 4 ottobre 2003), Twist and Shout e Quarter To Three (New York, 4 ottobre 2003)
- Gary U.S. Bonds – duetto su Twist and Shout (New York, 3 e 4 ottobre 2003) e Quarter To Three (New York, 4 ottobre 2003)
- Al Leiter (lanciatore dei New York Mets) – tamburello in Rosalita (New York, 3 ottobre 2003)
- Bob Dylan – duetto su Highway 61 Revisited (New York, 3 ottobre 2003)

L'attore Vincent Pastore, Ali Weinberg (figlia di Max) alle tastiere, il produttore Brendan O'Brien, il manager Jon Landau e il presidente della Sony Music Don Ienner apparvero come ospiti in alcuni concerti.

## Scaletta
La scaletta tipica dei concerti aveva come nucleo centrale le canzoni dell'album The Rising, ma nel corso del tour il cantautore spaziò in gran parte del suo repertorio anche se alcuni brani furono eseguiti raramente o anche una volta sola nel corso del tour. Tra le molte cover eseguite, alcune erano già presenti nel repertorio dei tour degli anni settanta e ottanta. Secondo i dati forniti dal sito web specializzato setlist.fm, la seguente è stata la scaletta proposta con maggior frequenza durante la tournée:
1. The Rising
2. Lonesome Day
3. Prove It All Night
4. Empty Sky
5. You're Missing
6. Waitin' on a Sunny Day
7. The Promised Land
8. No Surrender
9. Worlds Apart
10. Badlands
11. She's the One
12. Out in the Street
13. Mary's Place
14. Countin' on a Miracle
15. Into the Fire
16. Thunder Road
17. Bobby Jean
18. Born in the U.S.A.
19. Ramrod
20. Dancing in the Dark
21. Glory Days
22. Born to Run
23. My City of Ruins
24. Land of Hope and Dreams

### Canzoni originali
Greetings from Asbury Park, N.J.
- Blinded by the Light
- Does This Bus Stop at 82nd Street?
- For You
- Growin' Up
- It's Hard to Be a Saint in the City
- Lost in the Flood
- Mary Queen of Arkansas
- Spirit in the Night

The Wild, the Innocent & the E Street Shuffle
- 4th of July, Asbury Park (Sandy)
- The E Street Shuffle
- Incident on 57th Street
- Kitty's Back
- New York City Serenade
- Rosalita (Come Out Tonight)

Born to Run
- Backstreets
- Born to Run
- Jungleland
- Meeting Across the River
- Night
- She's the One
- Tenth Avenue Freeze-Out
- Thunder Road

Darkness on the Edge of Town
- Adam Raised a Cain
- Badlands
- Candy's Room
- Darkness on the Edge of Town
- Factory
- The Promised Land
- Prove It All Night
- Racing in the Street
- Something in the Night
- Streets of Fire

The River
- Cadillac Ranch
- Hungry Heart
- I'm a Rocker
- Independence Day
- Jackson Cage
- Out in the Street
- Point Blank
- Ramrod
- The River
- Sherry Darling
- The Ties That Bind
- Two Hearts
- You Can Look (But You Better Not Touch)

Nebraska
- Atlantic City
- Johnny 99
- Mansion on the Hill

Born in the U.S.A.
- Bobby Jean
- Born in the U.S.A.
- Dancing in the Dark
- Darlington County
- Downbound Train
- I'm on Fire
- Glory Days
- My Hometown
- No Surrender
- Working on the Highway

Tunnel of Love
- Brilliant Disguise
- Tougher Than the Rest
- Tunnel of Love

Human Touch
- Human Touch
- I Wish I Were Blind
- Man's Job
- Roll of the Dice

Lucky Town
- Better Days
- If I Should Fall Behind
- Lucky Town
- Leap of Faith
- Living Proof
- Local Hero
- My Beautiful Reward
- Souls of the Departed

Greatest Hits
- Blood Brothers
- Streets of Philadelphia
- This Hard Land

The Ghost of Tom Joad
- Across the Border
- The Ghost of Tom Joad
- Youngstown

Tracks
- Back in Your Arms
- Be True
- Cynthia
- Frankie
- Janey, Don't You Lose Heart
- Loose Ends
- My Love Will Not Let You Down
- Pink Cadillac
- Roulette
- So Young and Love
- Stand on It
- Take 'Em As They Come
- Where the Bands Are

18 Tracks
- The Promise

The Rising
- Lonesome Day
- Into the Fire
- Waitin' on a Sunny Day
- Nothing Man
- Countin' on a Miracle
- Empty Sky
- Worlds Apart
- Let's Be Friends (Skin to skin)
- Further on (Up the Road)
- The Fuse
- Mary's Place
- You're Missing
- The Rising
- Paradise
- My City of Ruins

The Essential Bruce Springsteen
- Caunty Fair
- From Small Things (Big Things One Day Come)

Altre
- American Skin (41 Shots)
- Because the Night
- Fire
- Land of Hope and Dreams
- Light of Day
- Another Thin Line (Bruce Springsteen, Joe Grushecky)
- Code of Silence (Bruce Springsteen, Joe Grushecky)

### Altre canzoni provate o fuori scaletta
- Chimes of Freedom
- Cover Me
- Devils & Dust
- Fade Away
- Murder Incorporated
- One Step Up
- Restless Nights
- Seeds
- Walk Like a Man
- Wild Billy's Circus Story

### Cover
- All Just to Get to You (Joe Ely)
- Around and Around (Chuck Berry)
- Detroyt Medley (Mitch Ryder)
- Diddy Wah Diddy (Bo Diddley)
- Dirty Water (The Standells)
- Follow That Dream (Elvis Presley)
- Get Out of Denver (Bob Seger)
- Gloria (Van Morrison)
- Heat Wave (Martha and the Vandellas)
- Highway 61 Revisited (Bob Dylan)
- I Fought the Law (Bobby Fuller)
- I Walk the Line (Johnny Cash)
- Jersey Girl (Tom Waits)
- Kansas City (Jerry Leiber e Mike Stoller)
- Let's Go, Let's Go, Let's Go (Hank Ballard and The Midnighters)
- Little Queenie (Chuck Berry)
- My Ride's Here (Warren Zevon)
- Mystery Train (Elvis Presley)
- 96 Tears (Question Mark & the Mysterians)
- People Get Ready (The Impressions)
- Pretty Flamingo (Manfred Mann)
- Quarter to Three (Gary U.S. Bonds)
- Raise Your Hand (Eddie Floyd)
- Roll Over Beethoven (Chuck Berry)
- Santa Claus Is Coming to Town
- Seven Nights to Rock (Moon Mullican)
- Take Me Out to the Ball Game
- Tell Me Why (The Beatles)
- Trapped (Jimmy Cliff)
- Twist and Shout (The Isley Brothers)
- Viva Las Vegas (Elvis Presley)
- War (Edwin Starr)
- Who'll Stop the Rain? (Creedence Clearwater Revival)
- Citazioni all'interno di Mary's Place:
  - Baby, I've Been Missing You (The Independents)
  - Rescue Me (Fontella Bass)
  - The Monkey Time (Major Lance)
  - Turn On Your Love Light (Bobby Bland)
- Citazione in Glory Days:
  - Hang On Sloopy (The McCoys)

## Trasmissioni televisive e discografia
Oltre alle tante apparizioni televisive per la promozione dell'album The Rising, nel 2002 si diffuse la notizia che uno dei concerti di Springsteen sarebbe stato trasmesso dal canale MTV. In effetti la prima parte del concerto del 16 ottobre al Palau Sant Jordi di Barcellona fu trasmessa col titolo A night with Bruce Springsteen and The E-Street Band in diretta in vari paesi europei dalla filiale europea dell'emittente televisiva e da VH1 nel Regno Unito e poi, in differita, il 28 febbraio 2003 negli Stati Uniti dalla CBS, subito prima che i biglietti del tour estivo negli stadi fossero messi in vendita. In seguito una versione ampliata dell'intero concerto di Barcellona fu messa in commercio su un DVD uscito il 18 novembre 2003. Il documentario Drop the Needle and Pray: The Rising on Tour, incluso nel secondo disco, contiene spezzoni dei concerti tenuti nell'estate del 2003 al Fenway Park di Boston e al Giants Stadium.
- 2003 – Bruce Springsteen & the E Street Band, Live in Barcelona, DVD (doppio), Columbia Music Video Sony Music COL 202213 9